# 즈미이니섬 전투
즈미이니섬 전투 또는 즈미니이섬 전투는 2022년 러시아의 우크라이나 침공 기간인 2022년 2월 24일에 진행된 전투이다.

## 배경

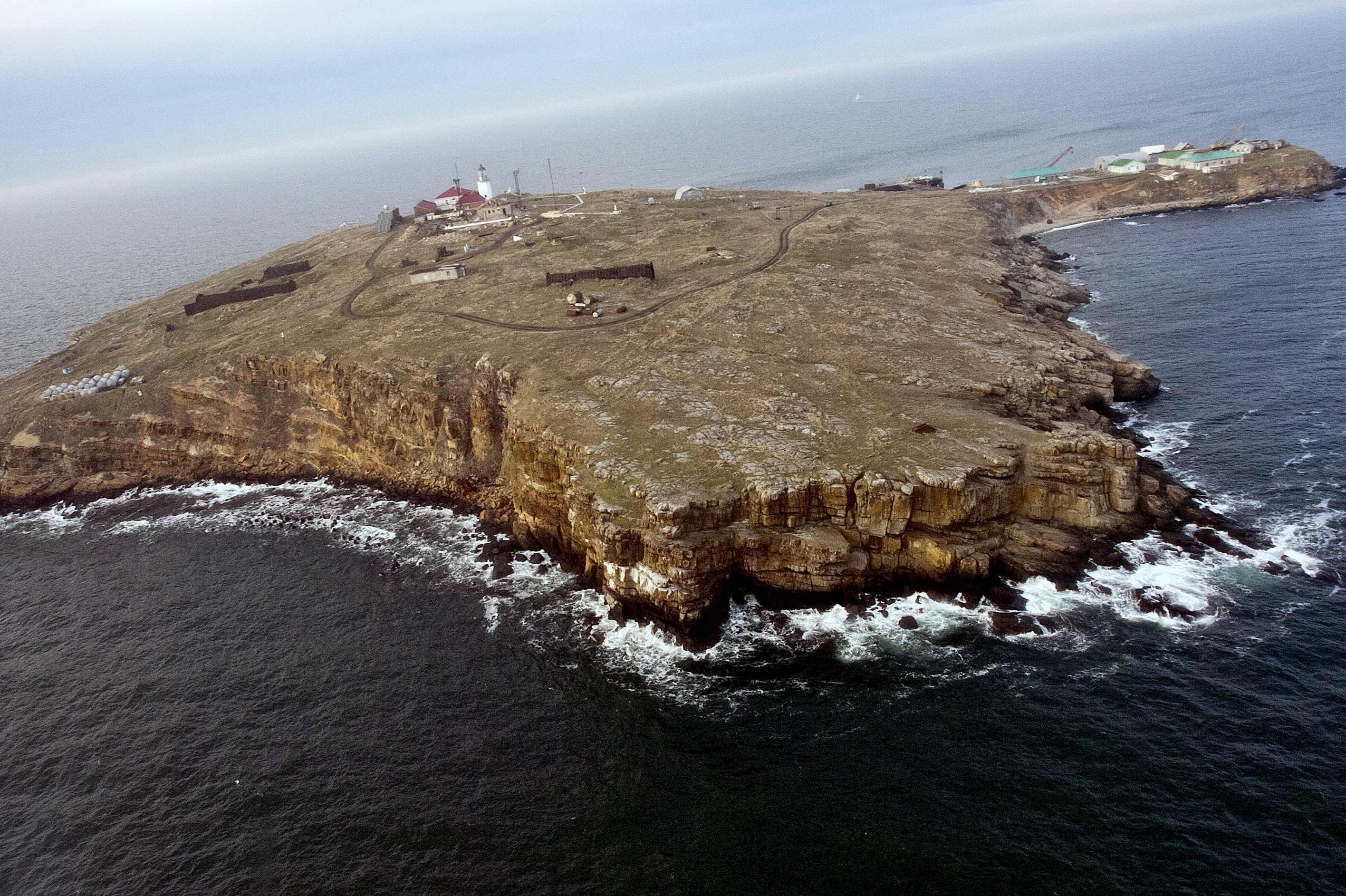
2008년에 찍은 즈미이니섬 사진

즈미이니섬은 우크라이나 남부 해안에서 떨어진 작은 바위 섬으로, 전략적으로 루마니아 근처에 있으며 흑해의 우크라이나 영해 가장자리에 있다. 섬을 둘러싼 영해는 2004년부터 2009년까지 루마니아와 우크라이나가 영유권 분쟁을 벌였으나 국제사법재판소 (ICJ)가 대부분의 영해를 루마니아에 넘겼다. 이 기간 동안 우크라이나는 2007년에 이 섬의 유일한 정착지인 빌레를 설립하여 즈미이니섬이 무인도임을 증명하고 분쟁에서 영향력을 행사했다.
2021년 8월 우크라이나 주변에 러시아군이 주둔하면서 볼로디미르 젤렌스키 우크라이나 대통령은 이 섬에서 기자회견을 열고 "이 섬은 우리 영토의 나머지 부분과 마찬가지로 우크라이나 땅이며 우리는 온 힘을 다해 이 곳을 방어할 것이다."라고 하였다.

## 전투
2022년 러시아의 우크라이나 침공 첫날인 2022년 2월 24일 우크라이나 국경 수비대가 현지 시간으로 약 18시에 즈미이니섬이 러시아 해군 함정의 공격을 받았다고 발표했다. 순양함 모스크바와 순찰선 바실리 비코프가 갑판포를 통해 발사하였다.
러시아 군함이 섬에 주둔하고 있는 우크라이나 군인들에게 항복을 지시했을 때, 우크라이나 군인들은 "러시아 군함은 엿이나 처 먹어"(러시아어: Русский военный корабль, иди нахуй)라고 하였다. 오디오 클립은 우크라이나 고위 정부 관계자인 안톤 헤라셴코를 통해 처음 공개되었으며, 우크라인스카 프라우다를 통해 널리 퍼지고, 나중에 우크라이나 정부 소식통에 의해 진위 여부가 확인되었다.
한 우크라이나 병사는 러시아 군함이 발포하는 순간을 생중계했다.
늦은 저녁에 주 국경 수비대는 섬과의 통신이 두절되었다고 밝혔다.
22시 (모스크바 시간 1시, UTC+2), 서비스 관계자는 러시아군이 섬의 모든 기반 시설을 파괴하고 공습 폭격 후 섬을 점령했다고 발표했다.
포격 후 러시아군 파견대가 상륙하여 즈미이니섬을 장악했다. 섬에 주둔한 우크라이나군 전체를 대표하는 13명의 국경 수비대가 항복을 거부한 후 사망했다.
러시아 방위 매체는 82명의 우크라이나 군인이 자발적으로 항복한 후 포로로 잡혔다고 주장하고 있다. 러시아 국방부 대변인 이고리 코나셴코프에 따르면 수감자들은 러시아에 대한 군사 행동을 계속하지 않겠다는 약속에 서명했으며 곧 석방될 것이라고 하였다.
2022년 6월 30일 공식적으로 러시아군이 즈미이니섬을 철수하겠다고 당부했다.

## 반응
우크라이나 국경 수비대원의 마지막 말 "러시아 군함은 엿이나 처 먹어(Russian warship, go fuck yourself)"는 입소문을 타고 전 세계의 우크라이나인과 그들의 지지자들을 위한 외침이 되었다. 더 위크는 이 문구를 19세기 텍사스 혁명의 "Remember Alamo"와 비교했다.
공격 당일 우크라이나 대통령 볼로디미르 젤렌스키는 죽은 13명의 군인에게 우크라이나의 최고 영예인 우크라이나 영웅 칭호를 수여할 것이라고 발표했다.